# Panencefalite subacuta sclerosante
La panencefalite subacuta sclerosante (PESS), chiamata anche leucoencefalite subacuta sclerosante è una rara forma cronica e progressiva di encefalite che si manifesta nei bambini e nei giovani adulti, causata dalla persistenza del virus del morbillo nel tessuto cerebrale. Tale persistenza si ritiene sia il risultato di una mutazione del virus.
Non esiste una cura per questa malattia che è fatale nella maggior parte dei casi, ma può essere gestita tramite terapia farmacologica se il trattamento viene somministrato nelle fasi più precoci.
L'immunizzazione dal morbillo è la sola prevenzione conosciuta.

## Epidemiologia
Grazie alla immunizzazione vaccinale dal morbillo oggi i casi di PESS sono molto rari. Negli USA sono segnalati meno di 10 casi l'anno. In paesi come l'India sono segnalati più di 20 casi per milione ogni anno. La prevalenza è maggiore negli uomini che nelle donne (3:1).
Si riteneva che l'incidenza fosse dell'ordine di 5 o 10 casi su 1 000 000 di soggetti che abbiano contratto il morbillo, mentre oggi si stima che l'incidenza possa essere di 1 su 10000 o anche inferiore (1 su 1000/5000). Si stima anche una incidenza di 1 caso su 1 000 000 di soggetti vaccinati, dovuta presumibilmente a casi di morbillo non diagnosticati prima della vaccinazione che normalmente viene eseguita dopo i 12-16 mesi dalla nascita. L'incidenza della PESS in bambini o adolescenti che hanno avuto il morbillo subito prima del loro secondo compleanno è molto alta. L'unico modo in cui i bambini sotto i 12 mesi possono essere protetti, consiste nell'evitare la loro esposizione a soggetti potenzialmente infettivi ed a persone non vaccinate..
La malattia insorge abitualmente prima dei 20 anni di età con una latenza media dal contagio di 7-8 anni (min. 1 mese – max 27 anni).

## Eziologia e patogenesi
Si ritiene che la panencefalite subacuta sclerosante rappresenti una complicazione tardiva dell'infezione da virus del morbillo. Il virus è stato rilevato nel tessuto cerebrale con il microscopio elettronico ed è stato isolato da biopsie cerebrali. È stata dimostrata la presenza dell'antigene del morbillo nel tessuto cerebrale. L'eziopatogenesi della PESS non è ancora pienamente compresa. 
Il virus mutato si ritiene prodotto da una mutazione delle proteine dell'involucro virale, in particolare della proteina M

## Sintomi e segni
L'evoluzione della panencefalite subacuta sclerosante può essere classificata in 4 fasi.
I primi segni (fase 1) sono leggeri (ridotto rendimento scolastico, disturbi della memoria, accessi di collera, distrazione e insonnia). Possono verificarsi allucinazioni e mioclonie, seguite da crisi convulsive generalizzate. Si manifestano inoltre declino intellettivo e disturbi del linguaggio. Le convulsioni fanno seguito alle alterazioni mentali e inizialmente sono costituite da spasmi mioclonici (fase 2). Compaiono movimenti distonici e periodi transitori di opistotono. Possono anche verificarsi crisi epilettiche.  Più tardivamente (fase 3), possono comparire rigidità della muscolatura corporea, difficoltà alla deglutizione, cecità corticale e atrofia ottica. In molti pazienti si verificano corioretinite focale e altre anomalie del fundus. Nelle fasi finali (fase 4), il paziente diviene progressivamente rigido, con segni intermittenti d'interessamento ipotalamico (ad es. ipertermia, sudorazione, disturbi della pressione arteriosa e del ritmo cardiaco).
La malattia, quasi sempre fatale nell'arco di 1-4 anni (spesso con un quadro terminale di polmonite), presenta talvolta un decorso più protratto, con deficit neurologici pronunciati. Alcuni pazienti subiscono anche remissioni ed esacerbazioni.

## Diagnosi
La diagnosi si basa sulla storia e indagine clinica.
L'EEG mostra sequenze parossistiche di 2-3 cicli/s, alto voltaggio, onde bifasiche che si verificano in modo sincrono per tutto il tracciato. La TC può mostrare un'atrofia corticale o lesioni a bassa densità della sostanza bianca. Il liquido cefalo rachidiano (LCR) di solito ha una pressione normale e un numero di cellule e una protidorrachia normale. Le globuline del LCR sono quasi sempre marcatamente elevate potendo rappresentare il 20-60% delle proteine totali del LCR. Il siero e il LCR contengono alti livelli di anticorpi contro il virus del morbillo. Le IgG anti-morbillo aumentano con il progredire della malattia. Malgrado la risposta immunitaria contro il virus del morbillo, i pazienti affetti da PESS non producono anticorpi della proteina M.

### Diagnosi differenziale
La diagnosi differenziale si pone con la Malattia di Creutzfeldt-Jakob, encefalopatia anossica o metabolica, reazioni tossiche ai farmaci, tireotossicosi, epilessia mioclonico progressiva.

## Terapia e prognosi
Non esiste una vera e propria cura per la PESS. 
Se la malattia viene diagnosticata nella fase 1 o al limite tra la fase 1 e la fase 2, si possono avere dei risultati nel mantenere l'infezione sotto controllo. Se il trattamento viene iniziato tempestivamente alcuni pazienti possono rispondervi e impedire il ritorno dei sintomi prendendo i farmaci per il resto della loro vita. La terapia consiste nella somministrazione dell'immunomodulatore interferone e di specifici farmaci antivirali. In particolare, ribavirina e metisoprinolo si sono dimostrati più efficaci di altri antivirali come l'amantadina.
Le combinazioni farmacologiche includono:
- Metisoprinolo orale combinato con interferone alfa intratecale (somministrato tramite puntura lombare) o intraventricolare.
- Metisoprinolo orale combinato con interferone beta.
- Interferone alfa intratecale combinato con ribavirina per via endovenosa.[2][15]

Dopo che la malattia è progredita oltre la fase 2 non esiste alcun trattamento efficace. Per i pazienti in fase terminale vengono somministrate cure palliative che comprendono anticonvulsivanti (che vanno a limitare i danni derivanti dalla perdita di controllo del sistema nervoso, tra cui spasmi e convulsioni di intensità gradualmente crescente) e misure di supporto al funzionamento degli organi vitali. Più avanti, si rende necessario l'inserimento di una sonda gastrica per il mantenimento dell'equilibrio nutrizionale. Nelle fasi più avanzate, il paziente necessita di assistenza costante dal momento che le funzioni corporali declinano fino al collasso totale del sistema nervoso.